# USS Brooks (DD-232)
USS Brooks (DD-232/APD-10) là một tàu khu trục lớp Clemson được Hải quân Hoa Kỳ chế tạo vào cuối Chiến tranh Thế giới thứ nhất, đã tiếp tục phục vụ trong Chiến tranh Thế giới thứ Hai, được cải biến thành một tàu vận chuyển cao tốc với ký hiệu lườn APD-10, và hoạt động cho đến khi xung đột kết thúc. Nó là chiếc tàu chiến duy nhất của Hải quân Hoa Kỳ được đặt tên theo Trung úy Hải quân John Brooks, Jr. (1783-1813), người tử trận trong cuộc Chiến tranh 1812.

## Thiết kế và chế tạo
Brooks được đặt lườn vào ngày 11 tháng 6 năm 1918 tại xưởng tàu của hãng New York Shipbuilding Company. Nó được hạ thủy vào ngày 24 tháng 4 năm 1919, được đỡ đầu bởi bà George S. Keyes, cháu Trung úy Brooks; và được đưa ra hoạt động vào ngày 18 tháng 6 năm 1920 dưới quyền chỉ huy của Hạm trưởng, Đại úy Hải quân D. M. Dalton.

## Lịch sử hoạt động

### Giữa hai cuộc thế chiến
Brooks rời Philadelphia, Pennsylvania vào ngày 26 tháng 8 năm 1920 để đi sang vùng biển Châu Âu. Nó thoạt tiên được phân công nhiệm vụ tuần tra tại biển Baltic trong một thời gian ngắn, và sau đó tham gia Lực lượng Hải quân Hoa Kỳ tại vùng biển Adriatic trước khi được điều sang lực lượng tại vùng biển Thổ Nhĩ Kỳ vào tháng 6 năm 1921. Nó lên đường quay trở về Hoa Kỳ vào ngày 26 tháng 9 năm 1921 và về đến thành phố New York vào ngày 19 tháng 10. Sau đó nó được phân về Hạm đội Tuần tiễu, và đã tham gia các cuộc cơ động tại vùng biển Caribe, Đại Tây Dương và Thái Bình Dương cho đến khi được cho xuất biên chế và đưa về lực lượng dự bị tại Xưởng hải quân Philadelphia vào ngày 20 tháng 1 năm 1931.
Brooks được cho nhập biên chế trở lại tại Xưởng hải quân Philadelphia vào ngày 18 tháng 6 năm 1932 và gia nhập Lực lượng Tuần tiễu. Nó tham gia các hoạt động hạm đội tại cả hai phía bờ biển cho đến khi được đưa về lực lượng dự bị tại Philadelphia vào ngày 2 tháng 9 năm 1938. Nó nhập biên chế trở lại vào ngày 25 tháng 4 năm 1939 và được phân vai trò Tuần tra Trung lập tại khu vực bờ biển Đại Tây Dương, cho đến khi được điều sang lực lượng phòng vệ trực thuộc Quân khu Hải quân 13 vào tháng 11 năm 1940. Nó hoạt động cùng lực lượng này cho đến khi Hoa Kỳ tham gia Chiến tranh Thế giới thứ Hai.

### Thế Chiến II
Trong vai trò một tàu tuần tra và hộ tống, phạm vi hoạt động của Brooks trải rộng từ California đến Washington và Alaska trong năm đầu tiên của Thế Chiến II. Nó đi đến Seattle, Washington vào ngày 20 tháng 9 năm 1942 để được cải biến thành một tàu vận chuyển cao tốc, và đến ngày 1 tháng 12 năm 1942 được xếp lại lớp với ký hiệu lườn mới APD-10, rồi được điều về khu vực Nam Thái Bình Dương.
Nó phục vụ như một tàu vận chuyển và quét mìn trong các cuộc đổ bộ tại: Lae, New Guinea từ ngày 4 đến ngày 14 tháng 9 năm 1943; Finschhafen, New Guinea từ ngày 22 đến ngày 30 tháng 9; mũi Gloucester, New Britain từ ngày 26 đến ngày 29 tháng 12; Saidor, New Guinea từ ngày 2 tháng 1 đến ngày 17 tháng 2 năm 1944; quần đảo Admiralty từ ngày 29 tháng 2 đến ngày 19 tháng 3; Hollandia, New Guinea từ ngày 22 đến ngày 28 tháng 4; chiếm đóng Saipan từ ngày 14 đến ngày 22 tháng 6; chiếm đóng Leyte từ ngày 18 tháng 11 đến ngày 4 tháng 12; chiếm đóng Mindoro từ ngày 12 đến ngày 18 tháng 12; và đổ bộ lên vịnh Lingayen, Luzon từ ngày 3 đến ngày 6 tháng 1 năm 1945.
Tại Luzon vào ngày 6 tháng 1 năm 1945, một máy bay tấn công cảm tử kamikaze Nhật Bản đã đâm vào mạn trái của Brooks, gây một đám cháy lớn giữa tàu. Ống dẫn hơi nước chính và phụ đều bị hư hỏng; vỡ van dẫn nước đến buồng ngưng tụ khiến phòng động cơ phía trước bị ngập nước. Ba thành viên thủy thủ đoàn của Brooks thiệt mạng cùng 11 người khác bị thương. Nó được chiếc Watch Hill kéo quay trở về San Pedro, California, và được cho ngừng hoạt động tại đây vào ngày 2 tháng 8 năm 1945. Lườn tàu của Brooks bị bán để tháo dỡ vào ngày 30 tháng 1 năm 1946.

## Phần thưởng
Brooks được tặng thưởng danh hiệu Đơn vị Tưởng thưởng Hải quân cùng sáu Ngôi sao Chiến trận do thành tích phục vụ trong Chiến tranh Thế giới thứ hai.